# 1473 км (платформа)
1473 км — пасажирський залізничний зупинний пункт Кримської дирекції Придніпровської залізниці на електрифікованій лінії Джанкой — Севастополь між станцією Чистенька (2 км) та зупинним пунктом Платформа 1479 км (5 км). Розташований в селі Чистеньке Сімферопольського району Автономної Республіки Крим.

## Пасажирське сполучення
На Платформі 1473 км зупиняються приміські електропоїзди сполученням Сімферополь — Севастополь. Зупинний пункт обладнаний приміською квитковою касою.